# Sentís (España)
Sentís es un pueblo ribagorzano del término municipal de Sarroca de Bellera, en Pallars Jussá. Hasta el 1972, sin embargo, formaba parte del antiguo término de Benés, de la Alta Ribagorza.

## Descripción
Se encuentra 1,5 km al suroeste de su antiguo municipio, y cerca del centro del sector norte-occidental de aquel antiguo cabo del mismo modo respecto de la actual de Sarroca de Bellera-, cerca del límite con, actualmente, el Pont de Suert. Es la Solana de San Quiri, bajo y al sureste del cerro de este mismo nombre.
Para poder acceder, desde Sarroca de Bellera hacia que seguir hacia el noroeste la carretera L-521, y, al cabo de 1 kilómetro, cuando está a punto de entroncar con la N-260, sale hacia el norte una pista rural asfaltada que conduce a Xerallo, Castellgermà y Les Esglésies, donde llega en unos 3 kilómetros. Desde Les Esglésies, hay que seguir la misma pista por el fondo del valle durante un kilímetro hacia el norte, hasta que se encuentra el desvío hacia la izquierda (suroeste) de la pista que conduce a Sentís en casi 3,5 km. más.
El pueblo está dividido en dos grupos de casas, el principal, en una cuesta, con la iglesia parroquial, y el Raval, unos 200 metros al norte.
La iglesia de Sentís está dedicada a San Julián. Se trata de una obra de origen románico, aunque muy transformada, y habría una actuación arqueológica para ver exactamente qué queda de la obra primitiva.
Sintiera figuraba en el censo de 1970 con 16 habitantes, que han quedado reducidos a 7 en 2005. Ca Sunyer es la última casa que ha quedado habitada en el pueblo.

## Etimología
Según Joan Coromines (op. cit.), Sentís es un topónimo de origen bascoide latinizado en el adjetivo senticeus (lugar enzarzado), pero que ya en la Alta Edad Media confluyó con la advocación cristiana antigua de Sant Tirs, presente en este rincón de la Ribagorza.

## Historia
Pascual Madoz incluye Sentís en su Diccionario geográfico ... de 1845. En principio, en el apartado de Sentís sólo dice que es uno de los tres que constituyen el Batlliu de Sas. En el apartado correspondiente detalla los tres núcleos, y de Sentís dice:

que tiene 10 casas de mala fábrica. Las enfermedades más comunes son reumas, producidas por el clima frío y lo variable del tiempo. También hay enfermedades gástricas debido a la mala alimentación. El terreno es árido, roto en todas las direcciones, escabroso y de mala calidad. Se cultivaban 800 jornales, hay mucho monte bajo, así como olmos, fresnos y álamos, algunos prados y pocos huertos. Había un molino harinero y algunos acequias para regar los pocos huertos existentes en el término. Se producía trigo, cebada, legumbres, patatas, hortalizas, fruta y pastos, con las que se alimenta el ganado de vacas, ovejas y caballos. La población era de 8 vecinos (cabezas de familia) y 43 almas (habitantes).

El censo de 1870 daba para Sentís 16 habitantes, que ya eran 8 en 1981. En 2005 se mantenían aún en 7.